# Dinjiška (Bačko-kiškunska županija, Mađarska)
Dinjiška (mađ. Dinnyés, v. Dinnyésdűlő) je selo u jugoistočnoj Mađarskoj.

## Zemljopisni položaj
Carna je jugozapadno, Kireš i Erdotelek su sjeveroistočno, Kecelj je jugoistočno.

## Upravna organizacija
Upravno pripada kireškoj mikroregiji u Bačko-kiškunskoj županiji. Poštanski broj je 6200. Ulazi u sastav naselja Kireša.

## Stanovništvo
2001. je godine naselje Dinnyésdűlő imalo 6 stanovnika.